# Paederia ntiti
Paederia ntiti är en måreväxtart som beskrevs av Arnaud Mouly och Christian Puff. Paederia ntiti ingår i släktet Paederia och familjen måreväxter. Inga underarter finns listade i Catalogue of Life.